# Ковальова Людмила Миколаївна
Людми́ла Микола́ївна Ковальо́ва (* 1942, Кіровоград) — 1991 — доктор медичних наук, професор кафедри дерматології та венерології Одеського національного медичного університету, 1997 — в складі Нью-Йоркської академії медичних наук, 2004 — Європейської академії дерматології та венерології. 1982 — почесний громадянин Республіки Мозамбік.

## Життєпис
1967 року закінчила Вінницький медичний інститут ім. М. І. Пирогова.
У 1968—1970 роках навчалася в аспірантурі на кафедрі шкірних та венеричних хвороб — курувала навчання професорка Н. І. Тумашова.
1972 року в Донецьку захистила кандидатську дисертацію «Вплив аутоімунних зрушень до тромбоцитів на показники згортаючої системи крові при псоріазі, екземі, сифілісі та гонореї».
У 1972—1973 роках викладала дерматовенерологію в Кіровоградському медичному училищі та продовжувала займатися медичною практикою.
Протягом 1974—1975 років працювала в Полтавському медичному стоматологічному інституті як асистентка кафедри шкірних та венеричних хвороб.
З 1975 року й надалі працювала в Одеському національному медичному університеті — на посадах асистента, доцента.
У 1978—1982 роках завідувала кафедрою дерматології та венерології Мозамбіцького Національного медичного університету ім. Е. Мондлана, одночасно була директоркою медичної служби Народної Республіки Мозамбік.
1991 роком захищає докторську дисертацію «Соціально-епідеміологічна та соціально-психологічна характеристика, новий відбірковий тест діагностики, удосконалення лікування заразних форм сифілісу у працівників морського транспорту» в Центральному шкірновенерологічному інституті у Москві, тоді ж отримує звання професора.
У жовтні 2002 — по Г. І. Лобановському — серпні 2003 завідувала кафедрою шкірних хвороб Одеського медичного інституту.

## Діяльність
Її авторству належить понад 400 наукових публікацій щодо різних питань дерматовенерології, 4 монографії, зокрема, монографія «Сифіліс» — 2003, розділи та глави у двох керуваннях «Дерматовенерологія» — 2006 та 2008.
Зареєстровано 18 авторських винаходів і патентів України.
Основним науковим напрямком є:
- вивчення діагностики, епідеміології, етіопатогенезу, вдосконалення лікування та профілактики хвороб, що передаються статевим шляхом, зокрема сифілісу,
- змішаної урогенітальної інфекції,
- різних дерматозів у Південному регіоні України.

Є засновницею кількох напрямів розвитку Одеської дерматовенерологічної наукової школи, зокрема:
- хвороб, що передаються статевим шляхом у працівників моря, атопія шкіри, протозоонози;
- нові методи діагностики в дерматовенерології — лазерна кореляційна спектроскопія, холестеричні рідкі кристали.

Як педагог підготувала 8 кандидатів наук.
Входить до складу редакційної колегії журналу «Дерматовенерологія. Косметологія. Сексопатологія».
Дані про неї внесені до видань «Видатні вчені Одеси» (2006) та «Твої імена, Одеса» (2010).